# 文京つつじまつり

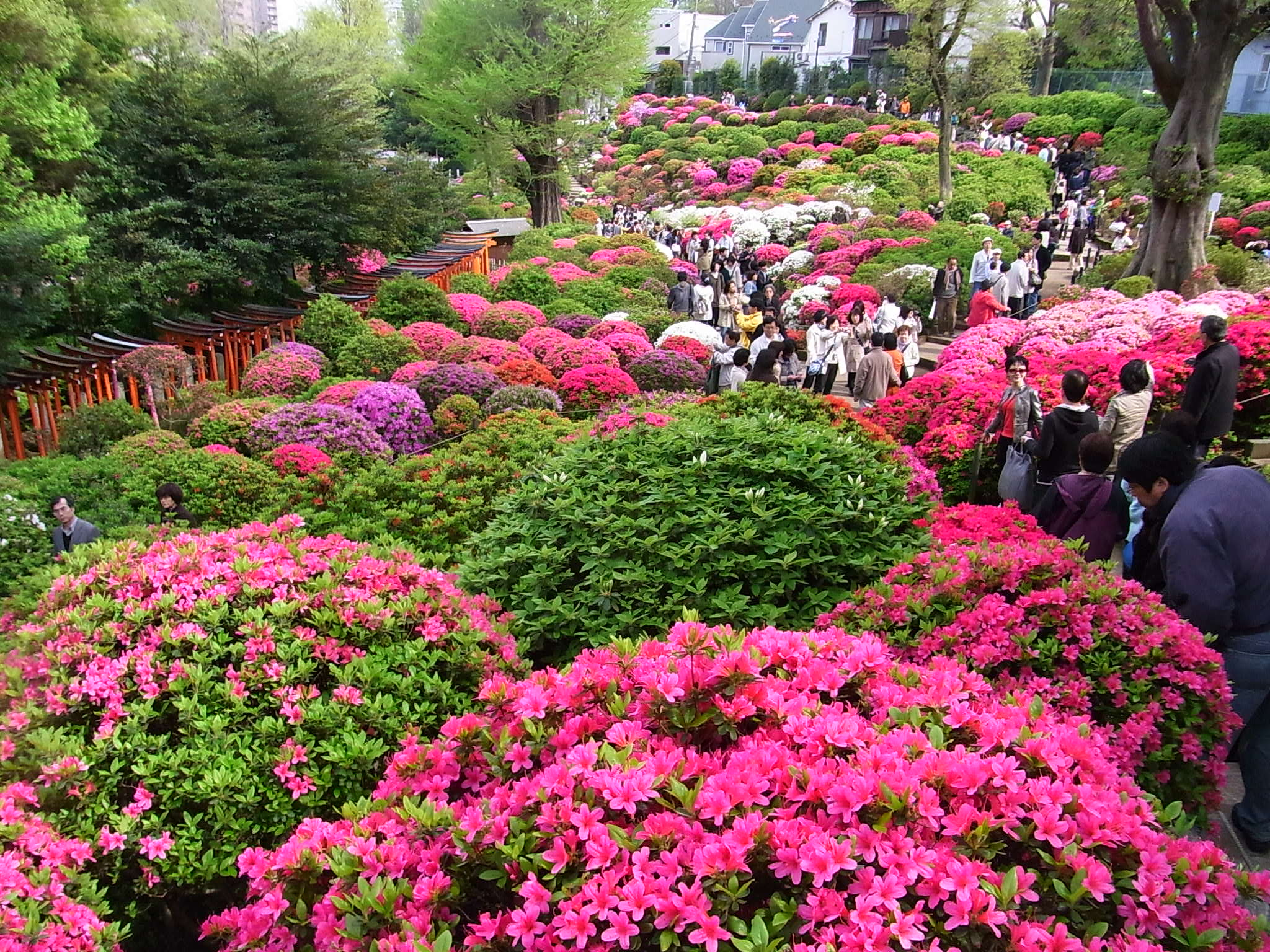
根津神社 文京つつじまつり（2010年4月24日撮影）

文京つつじまつり（ぶんきょうつつじまつり）は、東京都文京区の祭り。根津神社のつつじ苑の公開や、根津権現太鼓などのさまざまな催しが行われる。文京花の五大まつりの一つ。
約2000坪のつつじ苑には、シロヤシオなど約100種3000株のツツジが植えられている。

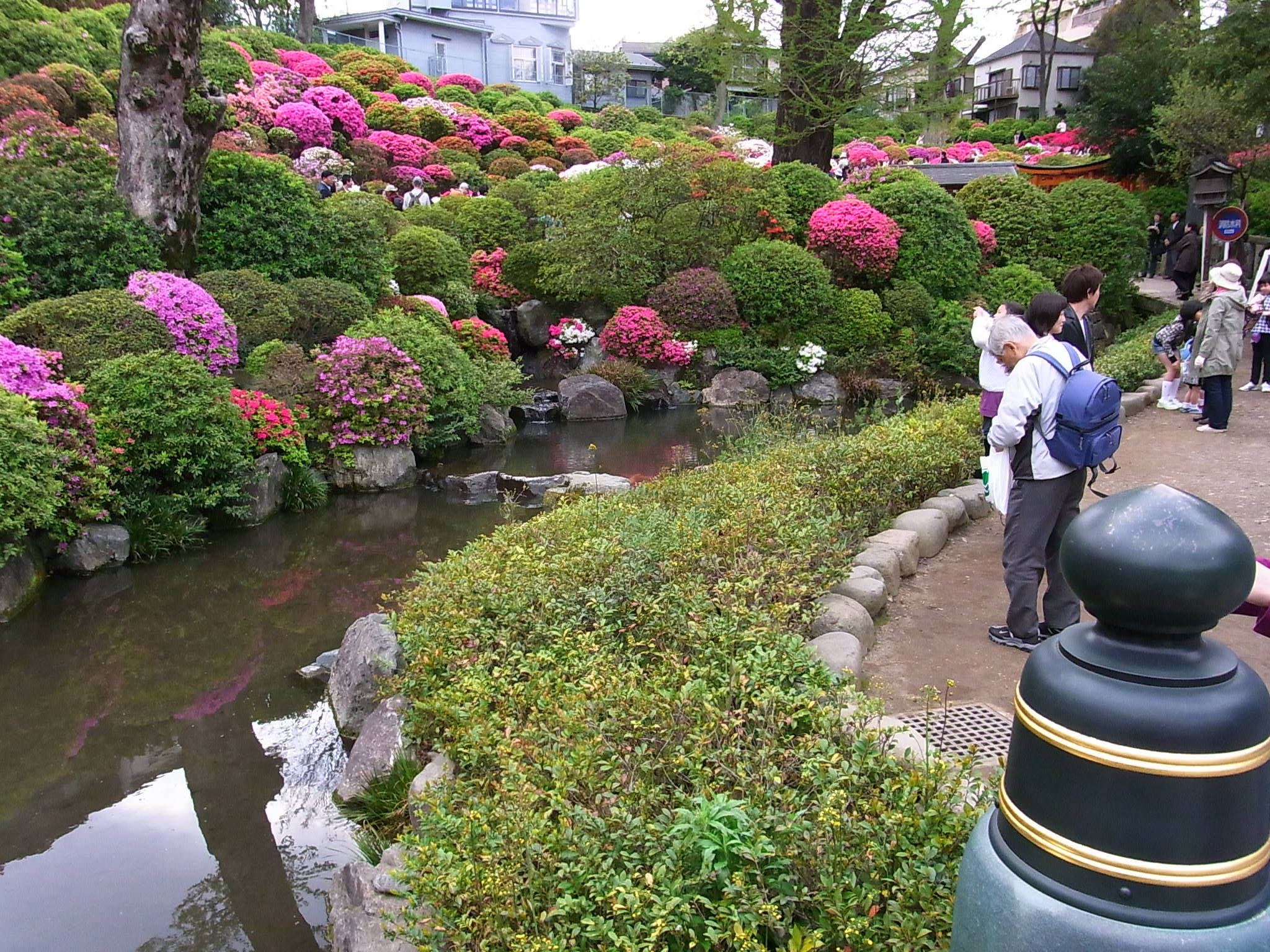
根津神社のつつじ（2010年4月24日撮影）
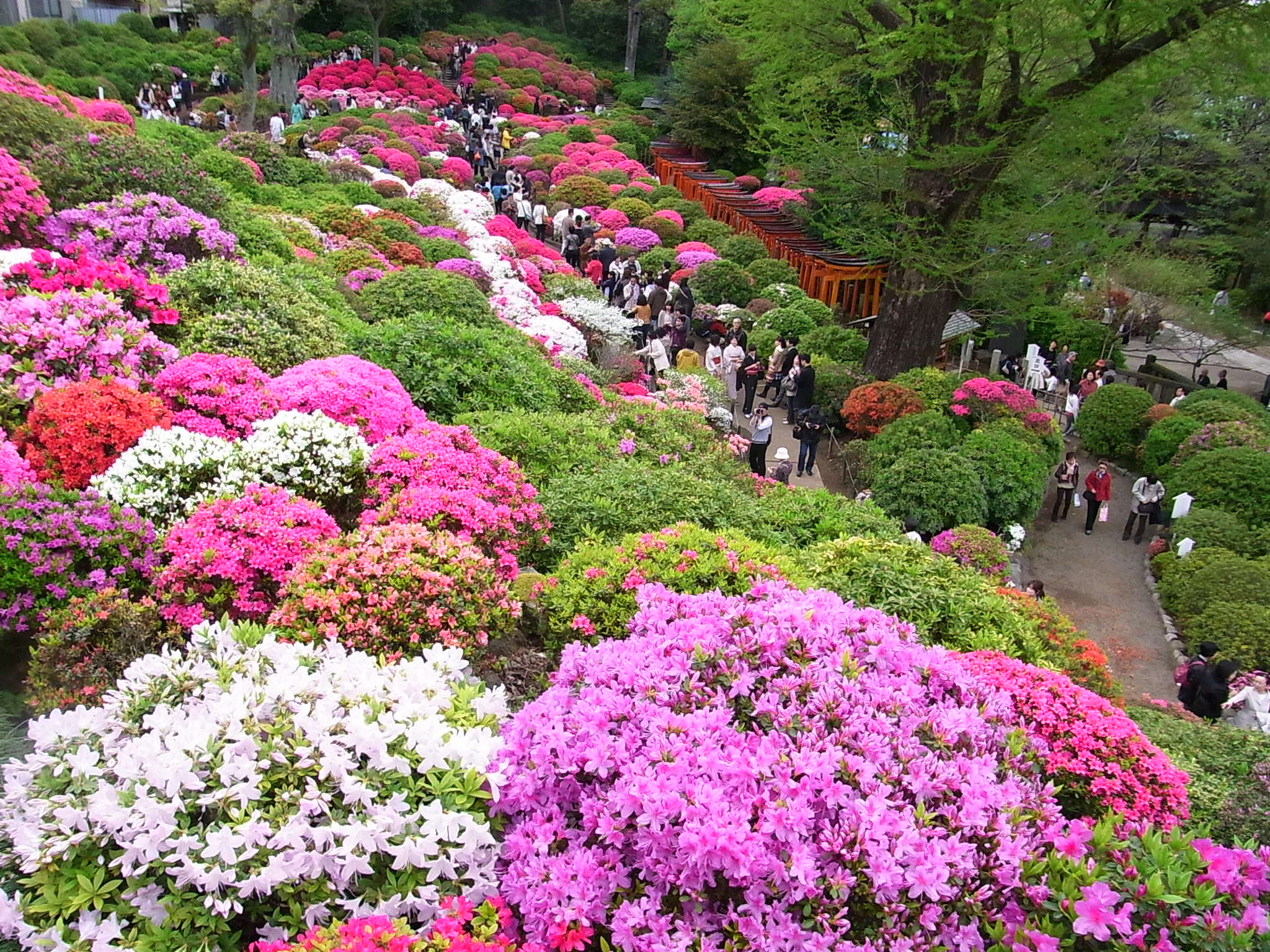
根津神社のつつじ（2010年4月24日撮影）